# Vladimír Hulpach
Vladimír Hulpach (* 22. dubna 1935 Praha) je český spisovatel, editor a scenárista. Věnoval se především převypravování bájí, pověstí, písní a pohádek z celého světa, např. knížka indiánských pohádek Co vyprávěl kalumet vyšla v jedenácti jazykových verzích. Je také autorem populárně-naučných knih a filmových scénářů. Zakládal soutěž Zlatá stuha.

## Výběrová bibliografie
- Co vyprávěl kalumet, Praha, Artia, 1965
- Meč a píseň
- Ossianův návrat
- Balkánské pohádky
- Století Zdeňka Buriana
- Indiánské pohádky
- Kralevic Marko, Praha, Albatros, 1975
- Báje evropských měst
- Báje a pověsti z Čech a Moravy
- Pohádkové vandrování po Čechách
- Příběhy ze Shakespeara
- Příběhy kruhového stolu
- Rytíři krále Artuše
- Pohádky Tisíce a jedné noci, Praha, REBO, 2007
- Návrat opeřeného hada